# Je N’ai Pas Compris
Je n’ai pas compris – piosenka pop stworzona przez Ricarda Evaninda, Roberta Olaussaona i Shanna Smith na pierwszy studyjny album szwedzkiej wokalistki Ann Winsborn. Piosenka została wydana jako pierwszy singel promujący album Everything I am.

## Lista utworów
1. Je n’ai pas compris (radio version)
2. Je n’ai pas compris (alternative radio version)
3. Je n’ai pas compris (PVC One 5 club mix)
4. Je n’ai pas compris (SoundFactory club mix)
5. Je n’ai pas compris (video-clip)